# Siren nettingi
Siren nettingi ist eine Art der Armmolche (Sirenidae) aus der Gattung Siren. Sie erhielt 2023 von Fedler et al. Artstatus, vorher galt sie als Unterart von Siren intermedia. Bis weitere Untersuchungen abgeschlossen sind, sehen Fedler et al. die frühere Unterart Siren intermedia texana zu Siren nettingi gehörend.
Der Artzusatz nettingi bezieht sich auf M. Graham Netting, Kurator der Herpetologie im Carnegie Museum of Natural History.

## Merkmale
Siren nettingi ist eine typische Siren-Art. Die äußeren Kiemen bestehen aus drei mit fransenähnlichen Kiemen besetzten Stielen, zugehörig sind drei Kiemenschlitze. Die vier Vorderbeine haben je vier Zehen, Hinterbeine und Beckengürtel fehlen.
Die Anzahl Rippenfurchen beträgt nach Fedler et al. 32 bis 34. Goin gab 1942 im Bestimmungsschlüssel von Siren intermedia nettingi 34 bis 36 und 1957 für Siren intermedia texana 36 bis 38 an. Der Unterschied erklärt sich dadurch, abgesehen vom Klärungsbedarf zu „texana“, dass oft die Methoden zur Zählung nicht angegeben werden und eine andere Zählweise bis zu 3 Rippenfurchen ausmachen kann. Goin zählte wohl die Achselfurche mit oder zählte bis über die Furche vor der Vorderkante des Kloakenschließmuskels hinaus.
Für die größeren „texana“ Exemplare aus dem südlichen Texas und aus Mexiko wird eine maximale Gesamtlänge von 686 mm angegeben, für die kleineren Formen aus dem restlichen Verbreitungsgebiet wird maximal 502 mm TL angegeben, Siren nettingi ist etwa so groß wie Siren sphagnicola. Von Siren sphagnicola unterscheidet sich Siren nettingi durch den durchgehenden gelben Lippenstreif, einen Fleck auf dem Rostrum und den bei kleinen Exemplaren oft grünen oder gelblichen Farbton mit goldenen Flecken.

## Verbreitung
Diese Art bewohnt ein großes geografisches Gebiet. Siren nettingi kommt westlich vom Einzugsgebiet der Mobile Bay (US-Bundesstaat Alabama) vor, während es keine ursprüngliche Population in Florida gibt. Ein einzelnes Exemplar aus Franklin County, Florida, wurde vermutlich als lebender Fischköder eingeschleppt.

## Lebensraum und Lebensweise
Siren nettingi bevorzugt stehende Gewässer wie Zypressensümpfe, Altwasser, Entwässerungsgräben und Kanäle mit dichtem Bewuchs von aquatisch wachsenden Pflanzen. Die Nahrung besteht aus aquatischen Insekten, Kugelmuscheln, Muschelkrebsen, Wasserflöhen, Fadenalgen und Detritus.